# Canadian Group of Painters
Le Canadian Group of Painters (CGP) est un mouvement qui a rassemblé, à partir de 1933, 28 peintres du Canada, prolongeant en étendant le Groupe des Sept qui s'étiolait.

## Histoire
Leurs premières expositions d'art « nationaliste » eurent lieu à Atlantic City, dans le New-Jersey et au Canada en novembre 1933 (57 peintures au  Heinz Art Salon, et au Musée des beaux-arts de l'Ontario de Toronto). 
L'exposition suivante n'eut lieu qu'en janvier 1936 à Toronto à la suite d'un différend entre Lawren Harris et Bess Larkin Housser, l'ami d'un artiste et la femme du secrétaire du CGP, Fred Housser. 
En réaction à ce mouvement de peinture « nationaliste », l'Eastern Group of Painters se constitua à Montréal en 1938.

## Membres

### Fondateurs en 1933
- Bertram Brooker
- Franklin Carmichael
- Emily Carr
- A.J. Casson
- Charles Comfort
- Lionel LeMoine FitzGerald (en)
- Bess Harris
- Lawren Harris
- Prudence Heward
- Randolph S. Hewton
- Edwin Holgate
- Yvonne McKague Housser
- A.Y. Jackson
- Arthur Lismer
- Jock Macdonald
- Thoreau MacDonald
- H. Mabel May
- Isabel McLaughlin
- Lilias Torrance Newton
- Will Ogilvie
- George Pepper
- Sarah Robertson
- Albert Henry Robinson
- Anne Douglas Savage
- Charles H. Scott
- F. H. Varley
- W. P. Weston
- W. J. Wood

### Ajoutés en 1935-1940
- André Charles Biéler
- John Alfsen
- Paraskeva Clark
- Rody Kenny Courtice
- Bobs Cogill Haworth
- Pegi Nicol MacLeod
- Kathleen Daly
- Carl Schaefer
- Gordon Webber
- Caven Atkins
- Peter Haworth
- Jack Humphrey
- Mabel Lockerby
- Henri Masson
- David Milne
- Kathleen Morris
- Louis Muhlstock
- Ethel Seath

### Ajoutés en 1942-1954
- Fritz Brandtner
- Goodridge Roberts
- Marian Dale Scott
- Jack Nichols
- William Winter
- Edna Taçon
- E. Michael Mitchell
- E. J. Hughes
- Jack Bush
- B. C. Binning
- Stanley Cosgrove
- L. A. C. Panton
- Jacques de Tonnancour
- Roloff Beny
- Lionel Thomas

## Sélection d'expositions
- 1953 : Art Gallery of Ontario
- 1951 : Montreal Museum of Fine Arts
- 1940 : Art Association of Montreal
- 1939 : New York World's Fair, NY
- 1938 : National Gallery of Canada
- 1937 : Art Gallery of Ontario
- 1936 : Art Gallery of Ontario
- 1933 : Heinz Art Salon